# Kryptonim Nektar
Kryptonim Nektar – polska komedia kryminalna z 1963 roku w reżyserii Leona Jeannota. Zdjęcia plenerowe do filmu powstały w Warszawie i we Wrocławiu.

## Opis fabuły
Grupa oszustów produkuje i sprzedaje napój pod nazwą "Pola Manola". Czyni to prostą i tanią metodą rozcieńczania z wodą dostępnych na rynku podobnych napojów. Spore zyski jakie osiąga z procederu lokuje w złocie, kamieniach szlachetnych i walucie. Poszukując pewnej skrytki dla przechowywania tych kosztowności, oszuści wpadają na pomysł ukrycia ich w rekwizytorni wytwórni filmowej, jako rekwizyty. Dzięki dostarczonym zdjęciom i odpowiednim kontaktom są w stanie sporządzić konkretne egzemplarze biżuterii wykorzystywanej w filmach. Następnie przy pomocy przekupionego pracownika wytwórni podmieniają je na rekwizyty. Jednak milicja od pewnego czasu jest na tropie oszustów, interesuje się też nimi pewien redaktor Echa Warszawy – Jacek, który wpada na ich ślad poszukując producenta ohydnego w smaku napoju. W porozumieniu z milicją podąża on do wytwórni. Tam poznaje i zakochuje się w pięknej aktorce Agnieszce. Ponieważ oszustów zaczyna również śledzić ich były kompan – "Dziekan", którego ci onegdaj "wykiwali" w interesach, szajka postanawia odzyskać precjoza i uciekać. W tym momencie banda zostaje aresztowana przez milicję, która przy pomocy swojego agenta ulokowanego w wytwórni od dawna rozpracowywała ich grupę. Agentem tym okazuje się być miłość Jacka – aktorka Agnieszka – w rzeczywistości porucznik MO. 

## Główne role
- Bogumił Kobiela – Jacek
- Bożena Kurowska – Agnieszka
- Jarema Stępowski – hr. Dymek, wspólnik oszustów z wytwórni
- Janina Macherska – ciotka Dymka
- Janusz Kłosiński – oszust
- Stanisław Milski – rekwizytor
- Ryszard Pietruski – oszust
- Barbara Rachwalska – pani reżyser
- Ludwik Benoit – oszust
- Zygmunt Chmielewski – redaktor naczelny
- Jacek Fedorowicz – dziennikarz
- Tadeusz Kosudarski – dentysta
- Zdzisław Leśniak – oszust
- Zbigniew Józefowicz – kapitan MO

i inni.